# Copa Rio Branco 1948
Copa Rio Branco 1948 – turniej towarzyski o puchar Rio Branco odbył się po raz szósty w 1948 roku. W spotkaniu uczestniczyły zespoły: Brazylii i Urugwaju.

## Mecze
| 4 kwietnia Montevideo |  | Urugwaj | 1 | - | 1 | Brazylia |

| 11 kwietnia Montevideo |  | Urugwaj | 4 | - | 2 | Brazylia |

## Końcowa tabela
| M | Reprezentacja | L.m. | Zw. | Rem. | Por. | Bramki | R.br. | Pkt |
| 1 | Urugwaj       | 2    | 1   | 1    | 0    | 5:3    | +2    | 3   |
| 2 | Brazylia      | 2    | 0   | 1    | 1    | 3:5    | -2    | 1   |

Triumfatorem turnieju Copa Rio Branco 1948 został zespół Urugwaju.
Poprzednim turniejem tej serii był Copa Rio Branco 1947, a następnym Copa Rio Branco 1950.